# Gmina Fairview (hrabstwo Allamakee)
Gmina Fairview (ang. Fairview Township) – gmina w USA, w stanie Iowa, w hrabstwie Allamakee. Według danych z 2010 roku gmina miała 240 mieszkańców.

## Historia
Gmina została założona w 1855 roku.

## Geografia
Gmina Fairview zajmuje powierzchnię 66,51 kilometrów kwadratowych (25,56 mil kwadratowych) i nie zawiera żadnych osad. Według USGS znajdują się na nim trzy cmentarze: Grover Plot, Ion Methodist i Spaulding.